# Elena Sofia Ricci

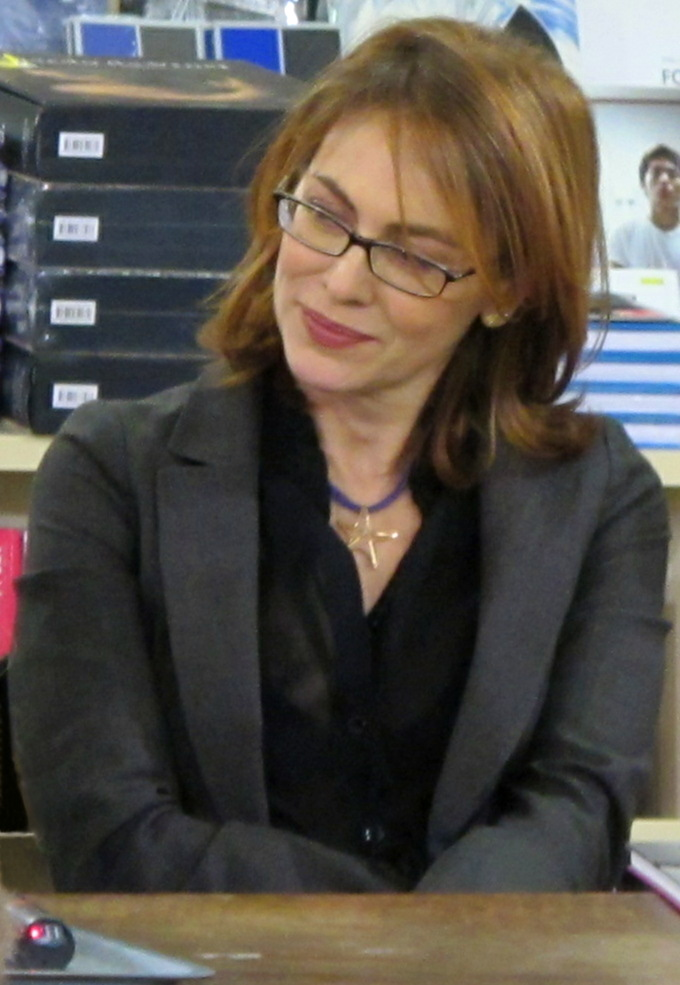
Elena Sofia Ricci en 2011

Elena Sofia Ricci es una actriz italiana nacida en Florencia el 29 de marzo de 1962, ganadora del Nastro d'argento y del David de Donatello. 

## Biografía
Después de algunos papeles menores Ricci surgió en 1984 con la película Impiegati dirigida por Pupi Avati, por la que ganó un Globo de Oro a la actriz revelación. En 1988 ganó un David di Donatello a la mejor actriz de reparto y un Nastro d'argento en la misma categoría por su papel en la película de Carlo Verdone Mi hermana está pirada. En 1990 Ricci fue galardonado con un David di Donatello a la mejor actriz   por su actuación en Ne parliamo lunedì. En 2010, compartía con Lunetta Savino la  Nastro d'argento a la mejor actriz de reparto por la película de Ferzan Özpetek Tengo algo que deciros.

### Vida personal
Está casada con el músico y director Stefano Mainetti.

## Filmografía seleccionada
- 1985: Impiegati
- 1987: Último minuto
- 1987: Mi hermana está pirada
- 1989: Burro
- 1990: Ne parliamo Lunedì
- 1990: En nombre del pueblo soberano
- 1993: Stefano Quantestorie
- 1994: La marcha de Radetzky
- 1995: Vendetta
- 1999: Jesus
- 2007: Caravaggio
- 2009: Ex, Todos tenemos uno
- 2010: Tengo algo que deciros
- 2014: Allacciate le cinture
- 2014: Romeo y Julieta
- 2015: Ho ucciso Napoleone